# Gibson SG

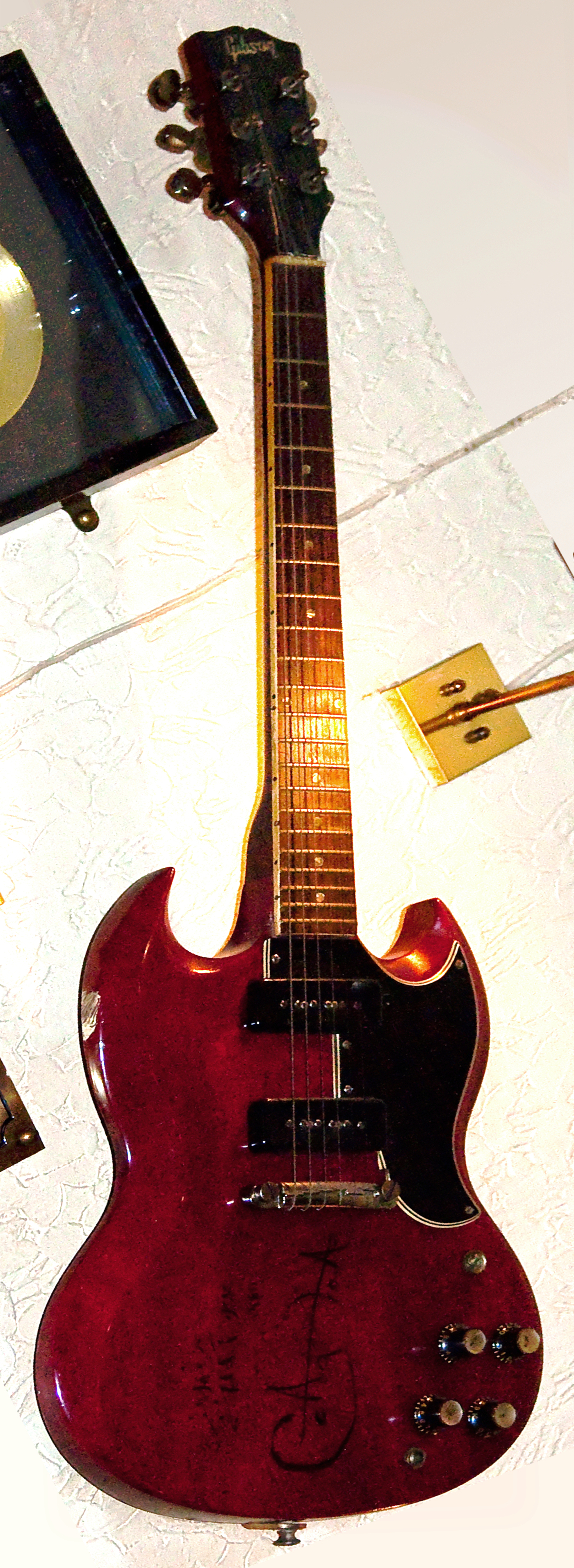
Gibson SG Special, Carlos Santana.

La Gibson SG es un modelo de guitarra eléctrica sacada al mercado en 1961 (como la Gibson Les Paul SG) por Gibson, y que sigue en producción desde entonces junto a sus muchas variaciones. La SG Standard es el modelo de guitarra más vendido de Gibson.
Es similar al modelo Gibson Les Paul, pero es más ligera debido sobre todo a que el cuerpo es más estrecho y con double-cutaway (doble "recorte", por encima y debajo del mástil). Como fue considerado en sus primeros dos años de circulación (1961-1963) como "Les Paul", el modelo tiene las mismas variaciones de este otro modelo, de las cuales son las principales y más populares la Standard (la más exitosa y vendida), la Custom (que viene acompañada con tres pastillas doradas, siendo con una pastilla humbucker más que la Standard, y más costosa), la Junior (tradicionalmente considerada como un modelo para estudiantes y que contiene una sola pastilla P-90) y la Special (que en su primera etapa de circulación tenía dos pastillas P-90, para que luego pase a poseer pastillas humbuckers cubiertas). Existen otras variaciones posteriores y menos populares. También tiene su versión en bajo, de nombre homónimo en sus actuales circulaciones, aunque en anteriores versiones se llamaba EB (con variaciones como la EB-0 y EB-3).

## Historia
En 1960, las ventas de la guitarra eléctrica Les Paul cayeron muy por debajo de lo que en otros años se viera, así que el modelo tuvo que ser modificado por Gibson. En 1961, la Les Paul salió al mercado con una forma renovada, con un cuerpo más delgado y con dos agudos cuernos recortados que daban más acceso a los trastes superiores. Estas modificaciones abarataban los costos de producción. Sin embargo, el reconocido guitarrista Les Paul, uno de los más famosos artistas promotores de la marca y quien le había puesto su propio nombre al modelo, observó esta renovada versión del instrumento en el aparador de una tienda. Gibson no le había avisado aquellas modificaciones. Sorprendido, Paul exigió que su nombre fuera retirado de los modelos, rechazando su nueva forma, pero Gibson ya tenía fabricados demasiados protectores con la firma “Les Paul”, así que el modelo siguió llevándola por dos años más. Finalmente, la compañía hizo caso al guitarrista y cambió el nombre del modelo a SG, abreviatura de "Solid Guitar" (en español, guitarra de cuerpo sólido). 
Entre los guitarristas que usaron y usan esta guitarra se encuentra principalmente:
- Angus Young de AC/DC
- Eric Clapton en Cream
- Sister Rosetta Tharpe
- George Harrison de The Beatles
- Mick Mars de Mötley Crüe
- Kim Thayil de Soundgarden
- Marilyn Manson
- Chino Moreno de Deftones
- Frank Iero de My Chemical Romance
- Gustavo Nápoli
- Brian Molko de Placebo
- Tim McIlrath de Rise Against
- Nicola Sirkis de Indochine
- Duane Allman de The Allman Brothers Band
- Edu Spano de Los Ingobernables
- Robbie Krieger de The Doors (aunque en ocasiones usaba una Les Paul en las grabaciones)
- Daron Malakian de System of a Down
- Tony Iommi de Black Sabbath
- Gary Rossington de Lynyrd Skynyrd
- Patrick Stump
- Heaven and Hell
- Frank Zappa
- Jimmy McCulloch de Wings
- Carlos Santana en el concierto de Woodstock
- Adrian Smith de Iron Maiden
- Derek Trucks de Tedeschi Trucks Band. Él se presenta en vivo con uno de los ejemplares fabricados entre 1961 y 1963, que llevan el nombre de Les Paul y no SG.
- Charly García
- Luis Alberto Spinetta
- Skay Beilinson de Patricio Rey y sus Redonditos de Ricota
- Pappo
- Jimi Hendrix
- Thom Yorke de Radiohead
- Ricardo Mollo guitarrista principal de Sumo y luego de Divididos.
- Jimmy Page de Led Zeppelin
- The Edge de U2
- Lenny Kravitz
- Gustavo Cerati solista
- Carlitos de Mägo de Oz
- José Ignacio Lapido
- Greg Hetson guitarrista de Circle Jerks y ex Bad Religion.

En la década de 1970, aparecieron otras marcas y modelos que emulaban el estilo de Gibson, copiando también sus clásicos modelos Les Paul y SG. La japonesa Yamaha sacó a finales de la década modelos SG como los 1000, 2000 y 3000, los cuales fueron usados por guitarristas protagónicos y no tan protagónicos de la época. En Inglaterra aparecieron las marcas John Birch (Birmingham) y Gordon Smith (Mánchester).
Las SG fueron usadas en la época punk de la década de 1970 por Brian James y Captain Sensible de The Damned, Nicky Garratt de U.K. Subs, y otros. En la siguiente época, la del new wave, el modelo tuvo usuarios como Bernard Sumner de Joy Division y New Order, Adrian Borland de The Sound, y otros.

## Modelos y variaciones
Los modelos Custom de 1961-63 no llevan la insignia 'SG', pero lo son, sin embargo, tienen la firma Les Paul entre el mástil y la pastilla grave. Los modelos Standard tienen "Les Paul" grabado en la tapa que cubre el alma desde 1961 hasta principios de 1963. Los modelos producidos entre 1961 y 1965 tienen golpeador (protector) pequeño; los modelos posteriores a 1965 tienen golpeador grande, alrededor de las pastillas (sin embargo aún están disponibles variantes y reediciones con el golpeador pequeño).
Con la forma de SG también se ofreció un modelo Junior similar al anterior Les Paul Junior. Este modelo tiene una única pastilla P-90 y palanca vibrato opcional. La SG Special fue introducida poco más tarde con dos pastillas P-90 y palanca de vibrato opcional.
En 1961 se lanzó una línea de bajo, el Gibson EB-3 y en la actualidad hay otro modelo del mismo estilo llamado Gibson SG Bass. El bajo Gibson EB-0 sufrió unas transformaciones el año 1961, que lo dejaron con un diseño muy similar a la SG.
A principios de los '70 aparecieron varios cambios en diferentes modelos, desde las SG-100 y SG-200 de bajo coste hasta las lujosas SG Pro y SG Deluxe pero las a finales de los '70 se volvió a los estilos antiguos.
Actualmente Gibson ofrece muchas variaciones sobre el cuerpo básico de estilo SG, incluyendo modelos como Special, Supreme, Angus Young Special, Faded y Gothic. 
Epiphone, marca filial de Gibson, también ofrece varios modelos de la SG llamados G- y acompañados de un número según sea el caso como el G-400 que es el más común, el G-310 y de la 1961 Epiphone Les Paul Custom, así como una de doble mástil llamada Epiphone G-1275.